# 崇礼乡
崇礼乡，是中国河南省驻马店市上蔡县下辖的一个乡镇级行政单位

## 行政区划
崇礼乡共辖以下地区
崇礼村、东党村、坡朱村、格了朱村、孙庄村、岳徐村、枯河村、张庄村、西党村、大付村、大袁村、杨堂村、后店村、东大朱村、任庄村和方堂村。